# Коффи, Кэлвин
Кэлвин Томас Коффи (англ. Calvin Thomas Coffey; род. 27 января 1951, Норуич) — американский гребец, выступавший за сборную США по академической гребле в 1970-х годах. Серебряный призёр летних Олимпийских игр в Монреале, обладатель бронзовой медали Панамериканских игр, победитель и призёр многих регат национального значения.

## Биография
Кэлвин Коффи родился 27 января 1951 года в городе Норуич, штат Коннектикут.
Занимался академической греблей во время учёбы в Северо-Восточном университете, состоял в местной гребной команде, неоднократно принимал участие в различных студенческих соревнованиях, в частности в 1973 году находился в университетской восьмёрке, выигравшей традиционную регату Eastern Sprints. Позже проходил подготовку в лодочном клубе «Веспер» в Филадельфии.
Первого серьёзного успеха на взрослом международном уровне добился в сезоне 1971 года, когда вошёл в основной состав американской национальной сборной и побывал на Панамериканских играх в Кали, откуда привёз награду бронзового достоинства, выигранную в зачёте распашных рулевых четвёрок.
В 1973 году выступил на чемпионате Европы в Москве, где в восьмёрках финишировал шестым.
Стартовал в безрульных четвёрках на чемпионате мира 1975 года в Ноттингеме, сумел квалифицироваться здесь лишь в утешительный финал B и расположился в итоговом протоколе соревнований на седьмой строке.
Благодаря череде удачных выступлений удостоился права защищать честь страны на летних Олимпийских играх 1976 года в Монреале — в программе безрульных двоек вместе с напарником Майком Стейнсом финишировал в главном финале вторым, пропустив вперёд только экипаж из Восточной Германии, и тем самым завоевал серебряную олимпийскую медаль.
После монреальской Олимпиады Коффи больше не показывал сколько-нибудь значимых результатов в академической гребле на международной арене.
Впоследствии основал собственную компанию Coffey Corporation, занимающуюся разработкой и производством оборудования для гребли.